# クリスティアン・カスタニェーダ
クリスティアン・カスタニェーダ（Cristián Alberto Castañeda Vargas、1968年9月18日 - ）は、チリの元サッカー選手。元チリ代表。ポジションはディフェンダー。

## 来歴
1994年にチリ代表デビュー。1998 FIFAワールドカップ・南米予選では12試合に出場、4大会ぶりのワールドカップ出場権を獲得した。1998 FIFAワールドカップでは1試合に出場した。チリ代表で通算24試合に出場、1得点をあげた。

## 代表歴

### 出場大会
- チリ代表
  - 1998 FIFAワールドカップ

### 試合数
- 国際Aマッチ 24試合 1得点（1994年-1998年）[1]

| チリ代表 | 国際Aマッチ | 国際Aマッチ |
| 年       | 出場        | 得点        |
| -------- | ----------- | ----------- |
| 1994     | 4           | 0           |
| 1995     | 2           | 0           |
| 1996     | 4           | 0           |
| 1997     | 10          | 1           |
| 1998     | 4           | 0           |
| 通算     | 24          | 1           |